# Joshua Pérez
Joshua Giovanni Pérez, född den 21 januari 1998 i Montebello i Kalifornien, är en amerikansk-salvadoransk professionell fotbollsspelare som spelar för spanska UD Ibiza.

## Karriär

### Fiorentina
Pérez skrev i februari 2016 på för den italienska klubben Fiorentina. Han hade tränat med klubben från och till sedan 2013, men fick som amerikansk medborgare inte skriva på ett kontrakt förrän han fyllde 18 år. Han debuterade för klubben i Serie A i november samma år, men det blev inga fler ligamatcher för Fiorentina för Pérez.

### Livorno
Säsongen 2017/18 lånades Pérez ut till Livorno i Serie C. Han fick aldrig chansen från start, men gjorde 22 inhopp under säsongen.

### Los Angeles FC
Sommaren 2018 blev Pérez klar för Los Angeles FC i Major League Soccer (MLS). Under resten av 2018 års säsong gjorde han två inhopp för LAFC och var även utlånad till Phoenix Rising i United Soccer League.
I början av 2019 lånades Pérez återigen ut till Phoenix Rising, men han fick senare under säsongen mer speltid för LAFC och gjorde 13 matcher, varav fyra från start, och även sitt första ligamål. Mot slutet av säsongen drabbades han av en knäskada.

### Internationellt
Pérez representerade USA vid U17-världsmästerskapet i fotboll 2015.

### Webbkällor
- Joshua Pérez på Soccerway (engelska)
- Joshua Pérez på National-Football-Teams.com (engelska)
- Joshua Pérez på worldfootball.net (engelska)